# Antonio Scarante
Antonio Scarante (* 30. Januar 1873 in Campo San Martino; † 17. Dezember 1944 in Faenza) war ein italienischer römisch-katholischer Bischof.

## Leben
Scarante wurde 1873 in Marsango einem Ortsteil der Gemeinde Campo San Martino in der Provinz Padua geboren. Am 22. August 1896 wurde er zum Priester geweiht. Papst Pius XI. ernannte ihn am 11. Dezember 1922 zum Bischof von Sarsina. Giovanni Battista Rosa, Erzbischof von Perugia, weihte ihn am 15. April 1923 zum Bischof. Mitkonsekratoren waren Luigi Pellizzo, ehemaliger Bischof von Padua, und Carlo Liviero, Bischof von Città di Castello. Am 18. Dezember 1924 ernannt der Papst ihn zum Bischof von Bertinoro und am 30. Juni 1930 zum Bischof von Faenza. Seine Amtszeit war von den Auswirkungen der faschistischen Diktatur geprägt. Er starb am 7. Dezember 1944 bei einem alliierten Luftangriff auf Faenza.